# ブレムミュアエ

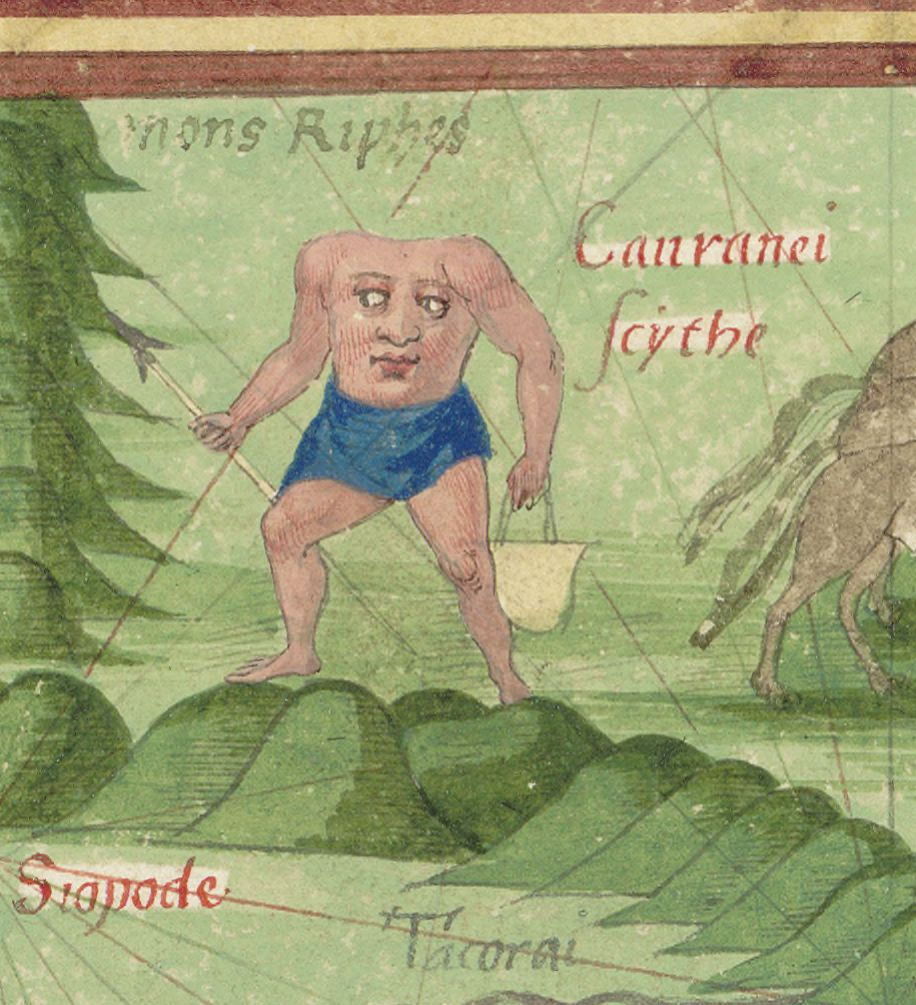
ブレムミュアエ人。ギヨーム・ル・テテュの地図より

ブレムミュアエ（Blemmyae）ないしブレムミュエス人（ブレムミュエスじん）とは、空想上の生物であり、古代ローマ時代にリビアの砂漠や古代エチオピアに棲息していたとされる異形の人種。アケパロイとも呼ばれる。名前はあるラテンの著述家が命名したことがはじまりとされる。

## 解説
アケパロイ（「首なし族」）については、ヘロドトスの『歴史』（前5世紀）に記述がみられる。古代リビュアの民族からの伝聞によれば、その東の辺境に住んでいたという。考証によればそれはリビア砂漠以西のオアシスに所在した。
ブレムミュアエという、頭部が無く、胸部から腹部にかけて顔がある民族については、プリニウスの『博物誌』（1世紀）に言及されている。これは古代アイティオピア（現今のエチオピアより広域）の一種族と記述されているが、すなわち古代エジプト以東以南、ヌビア近辺）に出現したものと考えられている。

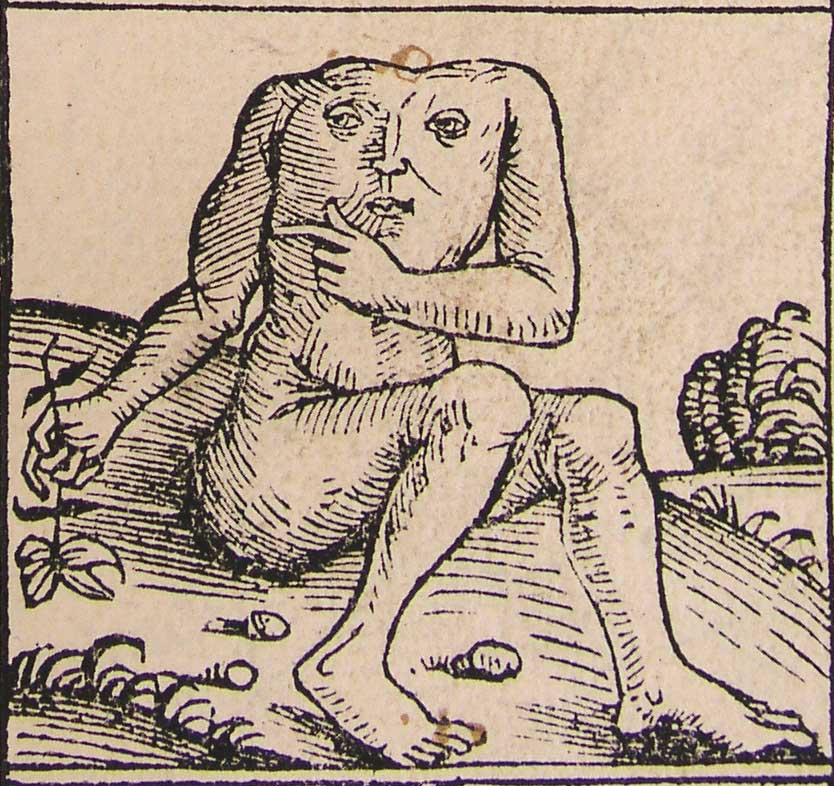
1493年に出版された『ニュルンベルク年代記』に描かれたブレムミュアエの挿絵

他、『ニュルンベルク年代記』（『年代記の書』とも呼ばれる）にはブレムミュアエの図版が収録されている。
また、南東アジアから北アフリカにかけて、ブレムミュアエとの呼称はなくとも、同様の頭部が存在しない人間の伝承がある。中でも、ティルベリのゲルウァシウス著『皇帝の閑暇』の第75章「無頭人種」で紹介される首なし族は、エジプト近辺に棲息し、3mを越す巨体で、身体は金色の光沢を帯びていたという。また『東方旅行記』などの書物にも、ブレムミュアエと同様の頭のない異形の人種についての言及がある。
アレクサンドロス物語にもブレムミュエス人が登場するが、この物語におけるブレムミュエス人の描写は顔が胸にあり、剛毛に覆われているため下肢が見えない金色に輝く巨人といったものに変容している。
ジョン・マンデヴィルのような旅行記作家が、ブレムミュエスを目撃した旨の発言をしている。これらの目撃談は、アメリカ大陸の探検家に影響を与えた。